# ستاره کوژله
ستاره کوژله (به لهستانی:  Stare Koźle) یک روستا در لهستان است که در گمینا بیراوا واقع شده‌است. ستاره کوژله ۸۳۲ نفر جمعیت دارد.